# حكيم عيون (مسرحية)
حكيم عيون  مسرحية مصرية كوميدية تأليف أحمد عبدالله من إخراج هاني مطاوع إنتاج 2001 تدور أحداثها حول عائلة تتكون من ثلاثة أبناء تركهم والدهم في رعاية عمهم، تتكون من نادر «الأخ الأكبر» الذي لم يكمل تعليمه في كلية الطب ويعمل تمرجيا في إحدى العيادات لتوفير المال لإعالة أخوته، ويخدعهم بانه «حكيم عيون»، وحلمى الذي يقوم بالغناء في الأفراح ومحفوظ الذي يزال يدرس وثابت «العم»، دون دفع ثمنه فيقوم بإعطاء تاجر الحشيش كرسى اثرى كثمن للحشيش فيعلموا ان هذا الكرسي اثرى فيعملون على البحث عنه لكسب ثمنه وتحقيق أحلامهم في اطار كوميدى شيق.

## فصول المسرحية

### حجرين وكرسي
اثناء سهرة المعلم حناوي والعم ثابت في فيلا أخوه "بحر" وصابح الذي جاء من الريف إلى العم ثابت عدة أيام لكي يقدم في معهد التمثيل، يختلف المعلم حناوي والعم ثابت يطلب منه المعلم يدفع فلوس الحشيش وإلا حيضربه، وفي محاولة لإلهاء المعلم عن موضوع الفلوس يقوم العم ثابت وصابح بتسلية المعلم وبتقليد مشاهدة تمثيلية وغنائية عشان يضحكوه، لكنه يتعصب ويطلب من جديد فلوسه، هنا يشتكى العم ثابت ضيق الحال وعدم امتلاكه الفلوس وانه يعيش مع أبناء أخيه لرعايتهم بعد أن سافر والدهم من زمان، مع إصرار المعلم حناوي، يضطر العم ثابت نظراً لعدم امتلاكه الفلوس من إعطاء المعلم حناوي جزء من أثاث فيلا كتعويض وكان هذه المرة كرسي قديم مهمل في القصر.

### العيال صحيوا
بعد السهرة ينام العم ثابت على الكنبة، وفي صباح تأتي صفاء للفيلا تسأل عن ابن أخيه نادر، بعدما تصحيه يتريق العم ثابت على تسريحة شعر صفاء المنكوشة ويطلب منهما أن تهتم في شكلها ولباسها لكي تلفت انتباه نادر ويحبها ويهتم فيها أكثر بعد ما قدمت له خدمة بأن جعلته يشتغل تمرجي في عيادة والدها دكتور العيون، بعدما ما تم رفضه من سنة أولى طب، هنا تطلب صفاء من العم ثابت يخفض صوته لكي يضل الموضوع سراً ولا يعلم أخواته حقيقة العمل الذي يعمله أخوهم نادر وأنه ليس طبيب عيون، بعد أن تخرج صفاء للبحث عن نادر، يرجع حلمي مضروب ومقطعه ملابسه بعد يومين بايت برا للفيلا ويقابل عمه ثابت ويحكي له عن الافراح والنكت اللي يحكيها هي السبب، وقتها يدافع حلمي عن النكت والاغاني التي يغنيها في الفرح وانه فنان ويقدم مونولوج، الأمر الذي لم يقنع العم ثابت وينصحه بالبحث عن عمل ينفعه ولا يصرف الفلوس التي يأخذها من أخوه نادر في أمور غير مفيدة، وهنا يرد حلمي بأن يوفر العم ثابت نصيحه ويذهب هو للبحث عن عمل.
عندما يصعد حلمي للغرفة لكي يرتاح يجد محفوظ قافل الغرفة ويرد عليه أن يذاكر دروسه، لما يفتح محفوظ الباب يكيده أخوه حلمي بأنه عاد في كلامه ولن يدخل للغرفة، بعد ما يصبح محفوظ على عمه ثابت يطلب من أخوه حلمي يخرج عمهم ثابت من الصالة عشان يخرج بنت اللي معاه في الغرفة من فيلا بدون علم عمه ثابت.
يوافق حلمي على طلب محفوظ ويتمكن من اقناع عمه يخرج برا فيلا، بعد ما تخرج البنت "قمر" من الغرفة وقبل ما تخرج من الفيلا يعود العم ثابت للصالة ويشاهد محفوظ وقمر في الصالة، بعد اكتشافه يتأسف محفوظ من عمه ثابت ويعاتبه عمه ثابت على تصرفاته بإحضاره بنات للفيلا، للخروج من الموضوع ينصح محفوظ عمه ثابت أن يتجهز لحضور حفلة عيد ميلاد حنان وانهم جميعاً معزومين للحضور وأنها البنت اللي يحبها ويريد خطبتها، هنا ينصح العم ثابت محفوظ بحضور الحفل وحده بدونهم لانه مستواهم الاجتماعي أقل بكثير من حضور مناسبة مهمة مثل هذه. لذا يطلب محفوظ من أخيه حلمي عدم قول نكته السخيفة في حلفة عيد ميلاد حنان لكي لا يستفز الحضور، خاصة أن والد حنان سفير دبلوماسي وينصح عمه ثابت بأن لا يذكر أنه فشل دراسياً هذه الفترة ويحكي والد حنان عن أحلامه وطموحاته بعد التخرج من كلية سياحة وفنادق. ويحكى محفوظ لعمه ثابت أنه ذهاب لزيارة أخوه نادر في العيادة وفي طرق خروجه من الفيلا يمنعه عمه ثابت من الذهاب إلى هناك لانشغال نادر في العمل وليس لديه وقت للزيارة لكن يصير محفوظ على الذهاب لزيارة أخوه نادر.

### حكيم عيون
مع قرب انتهاء شغل نادر في العيادة يخبر تمرجي مسعد نادر أنه تلقى اتصال من عمه ثابت بأن أخوه محفوظ قادم للعيادة، يكشف نادر أنه بمجرد مجيأ أخوه محفوظ سيكتشف أمره أنه يشتغل تمرجي وليس طبيب عيون، هنا ينصح تمرجي مسعد نادر بتمثيل دور دكتور عيون لحين خروج أخوه من العيادة، بوجود كشف مستعجل يدخل رجل هندي ومترجم على نادر لكشف عليه مع خروج المريض الهندي ومترجمه، يخبر تمرجي مسعد نادر أن الطبيب رؤوف في طريق للعيادة، يطلب نادر من تمرجي مسعد أن يخلع عنه بالطو دكتور الضيق، لكن مسعد يخبر نادر بوجود مشكله هي وجود أخوه محفوظ خارج العيادة، لحل المشكلة يطلب نادر تمرجي مسعد أخبار محفوظ أنه مشغول ولا يمكنه البقاء معه مدة طويلة ومع تنبيهّ اثناء وصول الدكتور رؤوف للعيادة.
يفاجئ محفوظ أخوه نادر بإحضار حنان الفتاة التي ينوي خطبتها، لإجراء كشف على عينيها في عيادته، قبل أن يقوم بالكشف على عينيها تعزم حنان نادر على عيد ميلادها ليتعرف على والدها، يخبر تمرجي نادر أن الدكتور رؤوف قد وصل إلى العيادة ما يؤدي إلى ارتباك نادر ويطلب من أخيه محفوظ وحنان الخروج من العيادة، لكن محفوظ يطلب من نادر الكشف علي حنان لأنها جاءت لعمل نظارة لعينيها، في محاولة لاستدراك الموضوع يطلب نادر من حنان سريعاً ذكر مشكلة في عينيها ليقوم بتشخيصها بدون كشف، بعدها يطلب من محفوظ آخذ حنان خارج العيادة لحين ترتيب العيادة ليقوم بإجراء عملية بسيطة في عينيها، في هذه الاثناء يدخل الدكتور رؤوف مرحباً بمحفوظ وحنان ويطلب منهما الجلوس، لكن محفوظ يعتذر منه ويخبره أن الدكتور نادر قد قام بالكشف على حنان، يتفاجأ الدكتور رؤوف ويرد باستحقار على محفوظ ما يستدعي دفاع محفوظ عن أخيه الدكتور نادر وينعت الدكتور رؤوف بالتمرجي عديم الفهم.
صور الموقف للدكتور أن نادر يقوم بالكشف على المرضى من غير علمه ويأخذ ثمناً مقابل ذلك ويطرد من العيادة، يدخل محفوظ ثانية إلى العيادة ويطلب من نادر فلوس للخروج مع حنان لأنه لا يملك فلوس، سماع هذا يأكد للدكتور رؤوف أن نادر يأخذ الفلوس من الزباين ويطلب من نادر أعطى محفوظ فلوسه من اللي يخذها من الكشف على المرضى في العيادة، ليتدخل محفوظ مرة آخر للدفاع عن نادر ويرد على الدكتور رؤوف بأن لا يتدخل بينه وبين أخوه، يحاول نادر تهدئة الوضع ويطلب من أخوه محفوظ مغادرة المكان وسوف يشرح له الموضوع لاحقاً، في هذه اللحظة تصل صفاء وينادي الدكتور روؤف على تمرجي مسعد ويطلب منه طرد محفوظ و المحتال نادر ويكشف أنه يعمل تمرجي وليس طبيب في عيادته. يتفاجئ محفوظ مما يسمعه عن أخيه نادر وأنه عاشوا طوال المدة الماضية في غفلة وكانوا متفاخرين أنه أخوهم دكتور ناجح هو مصدر فخرهم، ويعاتبه محفوظ أنه لم هناك ما يمكن قوله لعائلة حنان عن مهمة أخيه نادر لهم. تحاول صفاء ابنة الدكتور رؤوف استعطاف ابيها وتبرير الموقف الذي حدث بينهما، لكن يطلب منها والدها اخرج نادر من المكان.

## الممثلين
- علاء ولي الدين في دور نادر
- أحمد حلمي في دور حلمي
- كريم عبد العزيز في دور محفوظ.[1]
- موناليزا في دور صفاء
- حجاج عبد العظيم في دور عم ثابت
- مريم نوح في دور حنان
- محمد محمود في دور صابح
- حاتم نافع في دور أبو حنان
- أنور عبد المنعم في دور خشبة
- مصطفى أبو العزايم في دور المعلم حناوي
- نوال هاشم في دور قريبة حنان
- إبراهيم الطوخي
- محسن منصور في دور ممثل مسرحية شكسبير
- أحمد عطية
- ممدوح مداح في دور تمرجي مسعد
- رضوان هلال
- كليوباترا
- طاهر أبو ليلة (طاهر فاروز) في دور مترجم المريض الهندي
- صالح العويل
- صلاح مجدي
- فايزة عبد الجواد